# Herb Morynia
Herb Morynia – jeden z symboli miasta Moryń i gminy Moryń (gmina) w postaci herbu.

## Wygląd i symbolika
Herb przedstawia na białej tarczy czerwony zamek z dwiema wieżami bramnymi ze srebrnymi dachami, zwieńczonymi kulami z proporcami (flagami) koloru srebrnego. Wieże są blankowane i posiadają po jednym oknie z białym prześwitem. W otwartej bramie zamku o białym prześwicie umieszczono pół czerwonego orła z prawej strony oraz całą niebieską rybę z lewej strony bramy, skierowaną głową do góry i płetwą grzbietową w lewą stronę tarczy herbowej. Pomiędzy wieżami zamkowymi i ponad bramą znajduje się czerwony orzeł brandenburski z głową skierowaną podobnie jak dolny orzeł w prawo.

## Historia
Od XIV wieku do roku 1639 miasto pieczętowało się wizerunkiem samego orła brandenburskiego. Po roku 1639 herb przedstawiał półorła i rybę. Według innych źródeł, ryba w godle pojawiła się już w 1530 roku lecz była to murena i nie jest jasne, skąd wzięła się zagadkowa nazwa ryby (niem. Moräne), będącej symbolem Morynia. Dopiero od XVII wieku znany jest herb przedstawiający czerwony zamek z dwoma wieżami i bramą, orłem między wieżami oraz w prawym skrzydle bramy połowę czerwonego orła, w lewym niebieską rybę (sieja).